# 마법전대 마지레인저 vs. 데카레인저
《마법전대 마지레인저 vs. 데카레인저》 2006년 3월 10일에 발매된 오리지널 비디오 작품이다. 《마법전대 마지레인저》의 오리지널 비디오 작품이며, 슈퍼 전대 VS시리즈의 하나이다.

## 출연진

### 주연
- 오즈 카이/마지 레드 (음성) - 하시모토 아츠시
- 오즈 츠바사/마지 옐로 (음성) - 마츠모토 히로야
- 오즈 우라라/마지 블루 (음성) - 카이 아사미
- 오즈 호우카/마지 핑크 (음성) - 벳푸 아유미
- 오즈 마키토/마지 그린 (음성) - 이토 유키
- 히카루/마지 샤인 (음성) - 이치카와 요스케
- 아카자 반반/데카 레드 (음성) - 사이네이 류지
- 토마스 호지/데카 블루(음성) - 하야시 츠요시
- 에나리 센이치/데카 그린(음성) - 이토 요스케
- 레이몬 마리카/데카 옐로(음성) - 키노시타 아유미
- 코도우 코도메/데카 핑크(음성) - 키쿠치 미카
- 아이라 텟칸/데카 브레이크(음성) - 요시다 토모카즈
- 도기 크루거/데카 마스터(음성) - 이나다 테츠